# Christian Giesler
Christian "Speesy" Giesler (ur. 4 lipca 1970) – niemiecki basista thrashmetalowy. Członek zespołu Kreator. Zadebiutował na albumie Cause for Conflict, zastępując Rob Fioretti.
Początkowo używał niestandardowego basu Jackson Randy Rhoads, obecnie używa gitary od Mensinger z własną sygnaturą.